# Джордж Финли
Джордж Финли (на английски: George Finlay) е британски историк, по произход шотландец, филелинин.

## Биография
Джордж Финли е роден на 21 декември 1799 г. във Февършам, Кент, където баща му, шотландецът капитан Джон Финлей, офицер в Кралските инженери, е инспектор на правителствени мелници за прах. Бащата му умира през 1802 г. и шотландските му майка и чичо (Къркман Финлей) се заемат с неговото образование. Любовта му към историята се приписва на майка му.
Насочвайки се към правото, следва в университета в Глазгоу, университета в Гьотинген и университета в Единбург. Става ентусиаст в каузата на Гърция, през 1823 г. се отправя от Англия за Гърция, за да вземе участие в гръцката революция. Става близък приятел с Джордж Байрон.
След създаването на независима гръцка държава през 1830 г. се установява в Гърция и започва да изучава историята на гръцкия народ. Прекарва почти целия си живот в Атина, където си купува къща. Изказва се неласкаво за съвременния му политически живот и фигури в младото гръцко кралство. През повечето години е кореспондент в Атина на вестник „Таймс“. Резултатът от дългогодишните му исторически проучвания и изследвания е неговият магнум опус, обхващащ историята на Гърция от античността до средата на XIX век.
Въпреки че историческите му съчинения по гръцка история излизат на части, те преработени са обединени в едно обширно общо произведение: „Историята на Гърция от нейното завладяване от римляните до днес (146 г. пр.н.е. – 1864 г.)“, което излиза посмъртно, издадено от оксфордското университетско издателство през 1877 г.

## Произведения
- History of the Byzantine Empire from 716 to 1057[2]
- History of the Byzantine and Greek Empires from 1057 to 1453[3]
- A History of Greece (From Its Conquest by the Romans to the Present Time, B.C. 146 to A.D. 1864)
  - Greece under the Romans[4]
  - From Its Conquest by the Crusaders to Its Conquest by the Turks (1204 – 1461)[5]
  - Vol V: Greece under Othoman and Venetian domination[6]
  - History of the Greek Revolution[7][8]